# 22627 Aviscardi
22627 Aviscardi (1998 KM39) là một tiểu hành tinh vành đai chính được phát hiện ngày 22 tháng 5 năm 1998 bởi nhóm nghiên cứu tiểu hành tinh gần Trái Đất phòng thí nghiệm Lincoln ở Socorro.